# شصتغان (مقاطعة فسا)
شصتغان (بالفارسية: شصتگان) هي قرية تقع في قسم كوشك قاضي الريفي في إيران. يقدر عدد سكانها بـ 154 نسمة بحسب إحصاء 2016.